# Wyandotte County

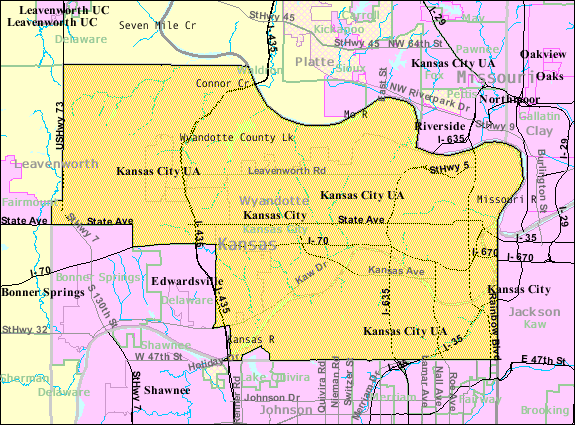
Karte des Wyandotte County

Das Wyandotte County ist ein County im US-Bundesstaat Kansas. Das U.S. Census Bureau hat bei der Volkszählung 2020 eine Einwohnerzahl von 169.245 ermittelt.
Es bildet eine Verwaltungseinheit mit Kansas City, das „Unified Government of Wyandotte County and Kansas City“.
Das Wyandotte County ist Bestandteil der Metropolregion Kansas City und besteht zum größten Teil aus der City von Kansas City.

## Geographie
Das County liegt im Nordosten von Kansas, grenzt im Norden und Nordosten an Missouri, wobei die Grenze durch den Missouri River gebildet wird und hat eine Fläche von 403 Quadratkilometern, wovon elf Quadratkilometer Wasserfläche sind. Es grenzt an folgende Countys:
|                    | Platte County (Missouri) | Clay County (Missouri)    |
| Leavenworth County |                          | Jackson County (Missouri) |
|                    | Johnson County           |                           |

## Geschichte
Das Wyandotte County wurde 1855 als Original-County aus Teilen des Kansas-Territoriums gebildet und gehört zu den ersten 33 Countys, die von der ersten Territorial-Verwaltung gebildet wurden. Benannt wurde es nach dem Indianervolk der Wyandot(te).
Im Wyandotte County liegt eine National Historic Landmark, der Wyandotte National Burying Ground. Insgesamt sind 41 Bauwerke und Stätten des Countys im National Register of Historic Places eingetragen (Stand 30. August 2017).

## Demografische Daten
Nach der Volkszählung im Jahr 2010 lebten im Wyandotte County 157.505 Menschen in 58.640 Haushalten. Die Bevölkerungsdichte betrug 401,8 Einwohner pro Quadratkilometer.
Ethnisch betrachtet setzte sich die Bevölkerung zusammen aus 54,6 Prozent Weißen, 25,2 Prozent Afroamerikanern, 0,8 Prozent amerikanischen Ureinwohnern, 2,5 Prozent Asiaten sowie aus anderen ethnischen Gruppen; 3,7 Prozent stammten von zwei oder mehr Ethnien ab. Unabhängig von der ethnischen Zugehörigkeit waren 26,4 Prozent der Bevölkerung spanischer oder lateinamerikanischer Abstammung.
In den 58.640 Haushalten lebten statistisch je 2,59 Personen.
28,0 Prozent der Bevölkerung waren unter 18 Jahre alt, 61,4 Prozent waren zwischen 18 und 64 und 10,6 Prozent waren 65 Jahre oder älter. 51,0 Prozent der Bevölkerung war weiblich.

Das jährliche Durchschnittseinkommen eines Haushalts lag bei 37.341 USD. Das Prokopfeinkommen betrug 18.849 USD. 21,4 Prozent der Einwohner lebten unterhalb der Armutsgrenze.

## Städte und Gemeinden
Citys
- Bonner Springs1
- Edwardsville
- Kansas City
- Lake Quivira2

1 – teilweise im Johnson und im Leavenworth County

2 – teilweise im Johnson County

Unincorporated Communitys
- Argentine
- Bethel
- Beverly Hills
- Fairfax
- Grandview
- Grays Park
- Grinter Heights
- Grove Center
- Lake of the Forest
- Loma Vista
- Loring
- Maywood
- Morris
- Muncie
- Nearman
- Piper
- Pomeroy
- Stony Point
- Sunflower
- Turner
- Victory Junction
- Vinewood
- Wallula
- Welborn
- Wolcott